# Joseph-Dominique-Victor-Robert Delmotte
Joseph-Dominique-Victor-Robert Delmotte, francoski general, * 1888, † 1969.